# Copa México 1961-1962
La Copa México 1961-1962 è stata la quarantaseiesima edizione del secondo torneo calcistico messicano e la diciannovesima nell'era professionistica del calcio messicano. È cominciata il 4 marzo e si è conclusa il 1º maggio 1962. La vittoria finale è stata dell'Atlas.

## Formula
Le 14 squadre partecipanti sono suddivise in quattro gironi, due comprendenti quattro squadre e gli altri due gironi comprendenti tre squadre. Le prime squadre classificate di ogni girone accedono alle semifinali e conseguentemente alla finale.

## Prima fase

### Girone A
| Squadra     | Pt | G | V | N | P | GF | GS | DG |
| ----------- | -- | - | - | - | - | -- | -- | -- |
| Tampico     | 8  | 6 | 3 | 2 | 1 | 9  | 9  | 0  |
| Toluca      | 6  | 6 | 2 | 2 | 2 | 9  | 12 | -3 |
| Monterrey   | 5  | 6 | 2 | 1 | 3 | 12 | 9  | +3 |
| Guadalajara | 5  | 6 | 1 | 3 | 2 | 11 | 11 | 0  |

### Girone B
| Squadra           | Pt | G | V | N | P | GF | GS | DG |
| ----------------- | -- | - | - | - | - | -- | -- | -- |
| América           | 9  | 6 | 3 | 3 | 0 | 9  | 5  | +4 |
| Deportivo Morelia | 8  | 6 | 3 | 2 | 1 | 8  | 5  | +3 |
| Irapuato          | 6  | 6 | 1 | 4 | 1 | 8  | 8  | 0  |
| Oro               | 1  | 6 | 0 | 1 | 5 | 3  | 10 | -7 |

### Girone C
| Squadra                 | Pt | G | V | N | P | GF | GS | DG |
| ----------------------- | -- | - | - | - | - | -- | -- | -- |
| Necaxa                  | 6  | 4 | 2 | 2 | 0 | 9  | 6  | +3 |
| León                    | 4  | 4 | 1 | 2 | 1 | 5  | 6  | -1 |
| Nacional de Guadalajara | 2  | 4 | 0 | 2 | 2 | 4  | 6  | -2 |

### Girone D
| Squadra   | Pt | G | V | N | P | GF | GS | DG |
| --------- | -- | - | - | - | - | -- | -- | -- |
| Atlas     | 6  | 4 | 3 | 0 | 1 | 6  | 3  | +3 |
| Zacatepec | 4  | 4 | 2 | 0 | 2 | 5  | 4  | +1 |
| Atlante   | 2  | 4 | 1 | 0 | 3 | 2  | 6  | -4 |

## Semifinali
| Squadra 1 | Totale | Squadra 2 | Andata          | Ritorno      |
| --------- | ------ | --------- | --------------- | ------------ |
|           |        |           | 14/15 apr. 1962 | 22 apr. 1962 |
| Tampico   | 4 - 3  | América   | 1 - 1           | 3 - 2        |
| Necaxa    | 3 - 4  | Atlas     | 2 - 1           | 0 - 3        |

## Finale
| Città del Messico 29 aprile 1962, ore 15:00 | Tampico | 3 – 3 (d.t.s.) | Atlas | Estadio Universitario |

### Finale (Ripetizione)
| Città del Messico 1 maggio 1962, ore 15:00 | Atlas | 1 – 0 | Tampico | Estadio Universitario |

### Verdetto finale
L'Atlas vince la copa México 1961-1962.

## Coppa "Campeón de Campeones" 1962
- Partecipano le squadre vincitrici del campionato messicano: Guadalajara e della coppa del Messico: Atlas. L'Atlas si aggiudica il titolo.

## Finale
| Città del Messico 6 maggio 1962, ore 15:00 | Atlas      | 2 – 0 | Guadalajara | Estadio Universitario |
| \| \| \| \| \| 19’ Newton Goncálves 37’ Juan Alfredo Torres \| Marcatori \| \| \| Carlos Pleirín Juan Farfán Guillermo Hernández José Luis Ramírez Ricardo Zarate Guillermo Castillo Juan Alfredo Torres Dirceu Siqueira Jesús Delgado Newton Goncalves Custodio Alves Guimaraes \| Formazioni \| Miguel López José Luis Cuellar Juan Jasso Ignacio Salas Francisco Javier Valle Francisco Flores Cordoba Javier Barba Javier Valdivia Crescencio Gutiérrez Sabás Ponce Francisco Jara \| \| José Carlos Bauer \| Allenatori \| Javier de la Torre \| |            | |             |                       |
| |            | |             |                       |
| 19’ Newton Goncálves 37’ Juan Alfredo Torres | Marcatori  | |             |                       |
| Carlos Pleirín Juan Farfán Guillermo Hernández José Luis Ramírez Ricardo Zarate Guillermo Castillo Juan Alfredo Torres Dirceu Siqueira Jesús Delgado Newton Goncalves Custodio Alves Guimaraes | Formazioni | Miguel López José Luis Cuellar Juan Jasso Ignacio Salas Francisco Javier Valle Francisco Flores Cordoba Javier Barba Javier Valdivia Crescencio Gutiérrez Sabás Ponce Francisco Jara |             |                       |
| José Carlos Bauer | Allenatori | Javier de la Torre |             |                       |